# 沢田時
沢田 時（さわだ とき、1994年1月12日 - ）は、滋賀県野洲市出身の自転車競技(マウンテンバイククロスカントリー、シクロクロス、ロードレース)選手である。2016年および2020年全日本選手権自転車競技大会シクロクロス、2021年および2024年全日本マウンテンバイク選手権の優勝者である。  妻は2015年と2016年の全日本選手権自転車競技大会シクロクロス女子エリート優勝の坂口聖香。

## 来歴
父親の影響で自転車を始めて、父と一緒に小学校3、4年から琵琶湖1周などをしていた。小学五年の時に出た初の自転車レースで３位表彰台に乗ったことがきっかけで競技にのめり込む。 2008年、14歳以上の競技資格を得るとともにジャパンシリーズに参戦。2011年から全日本マウンテンバイク選手権大会のジュニアカテゴリーを２連覇、U23を3連覇している。2016年6月末の世界選手権の試走中に鎖骨を折り、全日本タイトル6連覇を逃すも、2ヶ月後に復帰したクップ ドュ ジャポン MTB白馬大会で優勝。 その後破竹の5連勝を収めクップ ドュ ジャポン MTBのシリーズタイトルを獲得。更には全日本選手権自転車競技大会シクロクロスで優勝した。2020年全日本MTBエリートで初の3位、2016年に次いで2度目のクップ ドュ ジャポン MTBのシリーズタイトルを決め、全日本シクロクロスで2度目の日本一を獲得した。そして、2021年愛媛県八幡浜で開催された全日本マウンテンバイク選手権で優勝し、小学生の頃からの夢を叶えた。
2022年シーズンをもって11年間在籍したチーム ブリヂストン サイクリングを退団し、2023年シーズンより宇都宮ブリッツェンに移籍。

## 主な戦績

### マウンテンバイク
2011年
- 全日本マウンテンバイク選手権大会  優勝 クロスカントリージュニア

2012年
- 全日本マウンテンバイク選手権大会  優勝 クロスカントリージュニア

2013年
- 全日本マウンテンバイク選手権大会  優勝 クロスカントリーU23

2014年
- 全日本マウンテンバイク選手権大会  優勝 クロスカントリーU23

2015年
- 全日本マウンテンバイク選手権大会  優勝 クロスカントリーU23
- Coupe du Japon MTB 総合5位 クロスカントリー

2016年
- Coupe du Japon MTB  総合1位 クロスカントリー

2017年
- Coupe du Japon MTB  総合3位 クロスカントリー

2020年
- 全日本マウンテンバイク選手権大会  3位 クロスカントリー
- Coupe du Japon MTB  総合1位 クロスカントリー

2021年
- 全日本マウンテンバイク選手権大会    優勝 クロスカントリー
- 全日本マウンテンバイク選手権大会    優勝 クロスカントリーショートトラック
- Coupe du Japon MTB 総合4位 クロスカントリー

2024年
- アジア選手権 XCO 優勝[12]
- 全日本マウンテンバイク選手権大会    優勝 クロスカントリー
- 全日本マウンテンバイク選手権大会    優勝 クロスカントリーショートトラック

### シクロクロス
2016-2017年
- 全日本シクロクロス選手権大会 エリート　優勝

2020-2021年
- 全日本シクロクロス選手権大会 エリート　優勝

2022-2023年
- 全日本シクロクロス選手権大会男子エリート 2位

2024-2025年
- 全日本シクロクロス選手権大会 男子エリート 3位

### ロードレース
2024年
- JBCF Jプロツアー第13戦 第1回 新城ロードレース 優勝